# Kynotus darwini
Kynotus darwini är en ringmaskart som först beskrevs av Keller.  Kynotus darwini ingår i släktet Kynotus och familjen Glossoscolecidae. Inga underarter finns listade i Catalogue of Life.